# La estatua vengadora
La estatua vengadora (en el original inglés, The Menace) es una película de drama criminal de la época pre-code estadounidense (1932) dirigida por Roy William Neill. El guion de Roy Chanslor, Dorothy Howell y Charles Logue está basado en la novela La serpiente emplumada (The Feathered Serpent, 1927) de Edgar Wallace.

## Argumento
El inglés Ronald Quayle (Walter Byron)es acusado de asesinar a su padre y, basándose en el testimonio ofrecido por su madrastra Caroline (Natalie Moorhead), es declarado culpable y encarcelado. Cuando logra escapar, huye a los Estados Unidos y encuentra trabajo en un campo petrolero; allí, una explosión le marca la cara. Después de someterse a una cirugía plástica, regresa a casa bajo el alias de Robert Crockett, decidido a demostrar que Caroline y su amante Jack Utterson (William B. Davidson) son los que realmente mataron a su padre.
Después de haber despilfarrado su herencia, Caroline pone a la venta la casa de Quayle. Fingiendo ser un comprador potencial, Ronald se presenta a Caroline. Mientras tanto, el inspector Tracy (H. B. Warner) de Scotland Yard ha asignado a Peggy Lowell (Bette Davis), ex-prometida de Ronald, para hacer un inventario del contenido de la casa con la esperanza de encontrar alguna evidencia que ayude a limpiar el nombre de Ronald.
Ronald inicia un romance con Caroline, planea fugarse a Nueva York con ella y le regala un magnífico collar. En la fiesta de Halloween, Ronald utiliza el collar para incriminar a Sam Lewis (Crauford Kent), el acompañante de Caroline, que resulta muerto a manos de Jack. Este oculta el cuerpo en un sarcófago, y cuando lo encuentra, informa de su descubrimiento al inspector Tracy. Durante la investigación del crimen, Ronald y Jack luchan cerca de la estatua de una serpiente emplumada, que acaba cayendo sobre Jack. Mientras yace moribundo, confiesa haber asesinado al padre de Ronald e implica a Caroline. Ronald es exonerado y puede planear su boda con Peggy y establecerse en Quayle Manor.

## Reparto
- H. B. Warner como Inspector Tracy
- Walter Byron como Ronald Quayle / Robert Crockett
- Bette Davis como Peggy Lowell
- Natalie Moorhead como Caroline Quayle
- William B. Davidson como John Utterson
- Crauford Kent como Sam Lewis
- Halliwell Hobbes como Phillips
- Charles K. Gerrard como Bailiff
- Murray Kinnell como Carr

## Recepción y crítica
Cuando Columbia Pictures compró los derechos cinematográficos de la novela de Edgar Wallace La serpiente emplumada, el autor estaba trabajando como guionista en el estudio, pero el presupuesto de la adaptación cinematográfica era tan pequeño que no permitió que Wallace escribiera el guion con el salario que estaba recibiendo en ese momento. La película se filmó en ocho días solamente. Tras su finalización, los ejecutivos del estudio decidieron que el título podría confundir al público haciéndole creer que se trataba de una película de acción y aventuras en lugar de un caso de asesinato, por lo que se cambió, primero a The Squeaker y luego a The Menace.
Andre Sennwald de The New York Times declaró: «La adaptación imaginativa y el diálogo afligido son probablemente los culpables de las deficiencias de esta película, ya que la situación tiene elementos de suspenso... El elenco es bastante satisfactorio... Pero The Menace es difícilmente entretenimiento para adultos».
Bette Davis, estrella contratada de Universal Pictures en ese momento, fue cedida a Columbia para el pequeño papel secundario de Peggy Lowell. También en el elenco estaba Murray Kinnell, quien recomendó a Davis a su gran amigo George Arliss cuando estaba buscando una actriz para el papel de una muchacha ingenua en La oculta providencia (The Man Who Played God, 1932) que, en general, es reconocida como la película que finalmente llamó la atención de la actriz sobre los críticos y el público.